# Biocida
Los biocidas pueden ser sustancias químicas sintéticas o de origen natural o microorganismos que están destinados a destruir, contrarrestar, neutralizar, impedir la acción o ejercer un control de otro tipo sobre cualquier organismo considerado nocivo para el ser humano.

## Mecanismos de acción
Las sustancias biocidas por lo general actúan a nivel de la membrana celular del microorganismo, penetrándola y destruyendo los sistemas que permiten vivir al microorganismo. El biocida provoca la lisis de la pared proteica o lipoproteica del organismo y penetra en su interior interrumpiendo las reacciones bioquímicas que sustentan la vida de dicho organismo.

## Tipos de biocidas
Pueden presentarse de tres formas:
- Físico[cita requerida]: Fuentes de radiación de alta energía (luz UV) que oxidan la pared proteica y prácticamente queman el microorganismo, también agua recalentada a alta presión.[2]
- Biológicos: Sustancias creadas por organismos superiores para autodefensa, generalmente son de tipo proteico y se denominan enzimas. Por ejemplo: lisozima.
- Químicos: Pueden ser, a su vez, inorgánicos o de síntesis orgánica. Por ejemplo: dióxido de cloro (ClO2), isotiazolinas, cloraminas, bromuros de alquilo, cloruros de alquilo o arilo, etc.

## Condiciones de un buen biocida
- Debe tener un amplio espectro de actividad, es decir, debe cubrir una amplia gama de microorganismos (bacterias, virus y hongos).
- Efectivo a baja concentración: Cuanto más baja es la dosis, más económico resulta el tratamiento.
- Efectivo en un amplio rango de pH.
- Solubles en agua.
- Compatible con otras especies químicas en el medio.
- Alta persistencia: Debe ser efectivo a través del tiempo.
- Fácil de neutralizar: Debe poseer mecanismos desactivadores para su posterior neutralización.
- Baja toxicidad humana: No debe ser perjudicial en su manipulación segura por parte del operador.

El coeficiente fenólico es un valor experimental que se realiza a las sustancias que tienen propiedades biocidas, tomando como referencia la capacidad biocida del fenol.